# Zeichentabelle

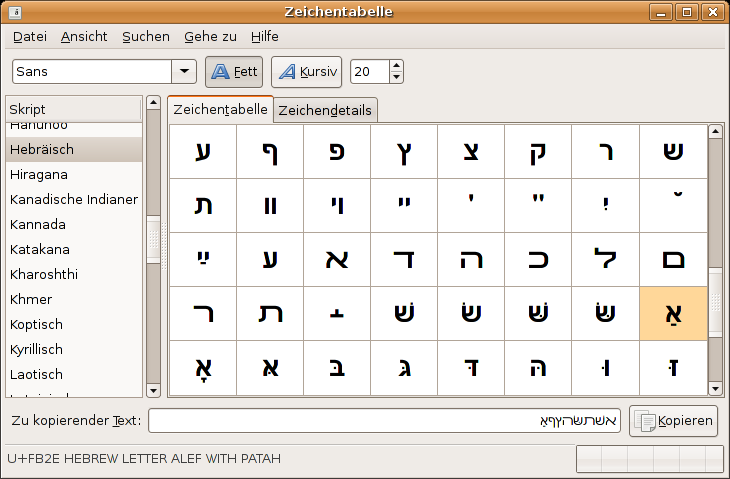
Die Zeichentabelle von Gnome unter Ubuntu Linux 6.06 zeigt hebräische Buchstaben

Zeichentabelle im Allgemeinen meint die tabellarische Visualisierung eines Zeichensatzes bzw. einer Zeichensatztabelle, sodass Menschen eine Übersicht über die in einer Schriftart enthaltenen Zeichen respektive derer Zeichenformen erhalten.
Im Speziellen ist die Zeichentabelle ein bei vielen Desktop-Betriebssystemen mitgeliefertes Programm (und Synonym für ähnliche) mit dem sämtliche Zeichen aller aktivierten Schriftarten des genutzten Systems übersichtlich in einer Tabelle dargestellt werden können. Des Weiteren ermöglicht es das Kopieren dieser Zeichen in die Zwischenablage um sie in anderen Programmen einzufügen oder gar das direkte Eingeben in diese (meist durch Doppelklick auf ein Zeichen). Die Zeichentabelle dient hier vor allem zur Auswahl und Eingabe von Sonderzeichen.
Unter Windowslautet der Dateiname der Zeichentabelle charmap.exe; diese ausführbare Datei befindet sich im Windows-Verzeichnis (meist C:\Windows), in neueren Windows-Versionen im Unterverzeichnis System32 (also z. B. C:\Windows\System32).
Unter OS Xist eine Zeichentabelle über den Menüpunkt „Zeichenpalette“ des „Tastaturmenüs“ in der Menüleiste aufrufbar, welches man über die Systemeinstellung aktivieren kann. Hier wird die Zeichentabelle in einer Palette dargestellt, das heißt, dass sie alle anderen Fenster überlagert. Mit der Maus können die Zeichen in die gewünschte Anwendung gezogen oder durch Doppelklick, wie bei einer Bildschirmtastatur, direkt eingefügt werden.
Unter Linuxist gucharmap häufig in Gebrauch auf Desktop-Systemen. Es liegt standardmäßig der Desktop-Umgebung Gnome und vielen Distributionen bei. Diese Funktionalität gehört zwar zu Gnome, eine Installation dessen ist dafür aber nicht nötig; es genügt, das Programm gucharmap installiert zu haben. Es ist im „Anwendungen“-Menü im Untermenü „Zubehör“ als „Zeichentabelle“ zu finden.
Auch in den meisten anderen Betriebssystemen gibt es Zeichentabellen-Programme.